# Lucha con palos

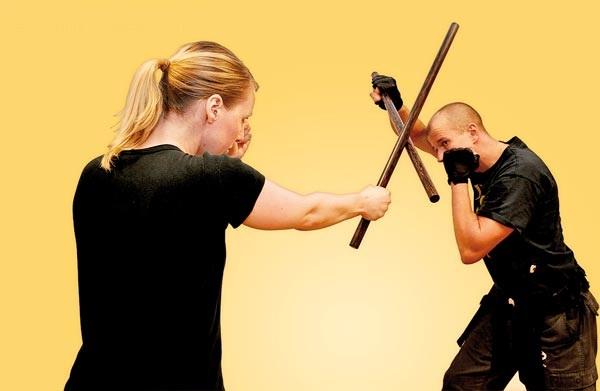
Dos personas peleándose utilizando palos

La lucha con bastones o lucha con palos es una variedad de artes marciales que utilizan "palos" simples, largos, delgados, contundentes, de mano, generalmente de madera para luchar, tales como un bastón de arma, bueno, yo, bastón, bastón ., palos de arnis o armas similares. Algunas técnicas también se pueden utilizar con un paraguas resistente o incluso con una espada o puñal en su funda .
Las armas contundentes más gruesas y/o más pesadas como los garrotes o el mazo quedan fuera del ámbito de la "lucha con palos" (ya que no se pueden manejar con tanta precisión, por lo que la fuerza de impacto es más importante), al igual que las armas más formadas como el taiaha utilizado por el pueblo maorí de Nueva Zelanda, y el macuahuitl utilizado por el pueblo azteca de Mesoamérica en la guerra.
Aunque muchos sistemas son técnicas de combate defensivas destinadas a utilizarse si se atacan con armas ligeras, otros como el kendo, el arnis y el gatka se desarrollaron como métodos de entrenamiento seguros para armas peligrosas . Sea cual sea su historia, muchas técnicas de lucha con palos se prestan a ser tratadas como deportes.
Además de los sistemas dedicados específicamente a la lucha con bastones, algunas otras disciplinas lo incluyen, ya sea por derecho propio, como en el arte marcial tamil silambam, o simplemente como parte de un entrenamiento polivalente que incluye otras armas y/ o lucha a mano desnuda, como en la tradición kalaripayattu de Kerala, donde estas armas de madera sirven como entrenamiento preliminar antes de la práctica de las armas metálicas más peligrosas.
Las luchas de bastones entre individuos o las grandes reuniones entre subtribus en las que los hombres luchan en duelos eran una parte importante del patrimonio antropológico de diversas culturas.  . En tribus como el pueblo Surma de Etiopía, la lucha con bastones con donga es una práctica cultural importante y el mejor medio para lucirse para buscar a una novia, desnuda o casi, y sus vecinos más belicosos, el pueblo Nyangatom, que luchan en duelos. con el pecho desnudo, el objetivo es infligir rayas visibles en la espalda del adversario, utilizando no báculos sencillos sino palos con un extremo flexible y azotado.

## Estilos

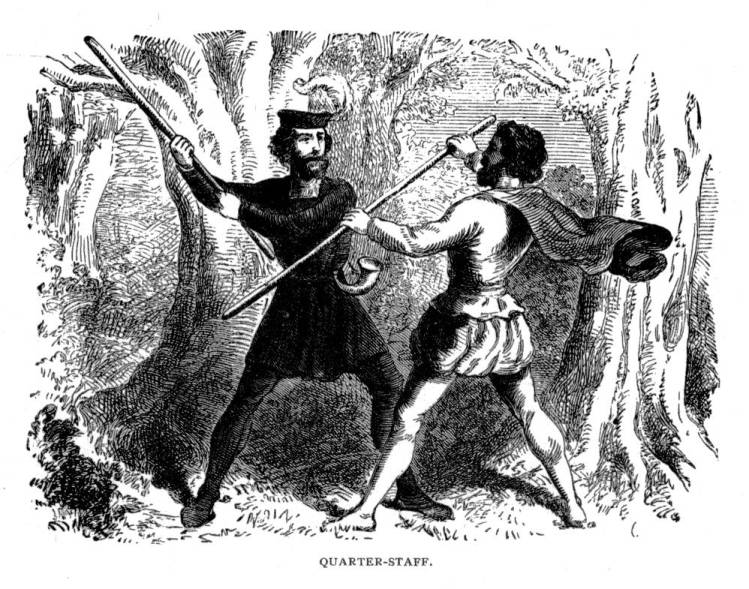
Una obra de arte que representa la lucha de bastones

Los sistemas europeos tradicionales de lucha con bastones incluían una gran variedad de métodos de combate de escuadra, detallados en numerosos manuscritos escritos por maestros de armas. Muchos de estos métodos se extinguieron, pero otros se adaptaron y sobrevivieron como sistemas de deportes populares y autodefensa. Algunos ejemplos incluyen el juego do paz de Portugal, el relacionado juego del palo de las islas Canarias, la canne de combate o la canne de Francia, el palcaty de Polonia y el scherma di bastone de Italia . El manual de Giuseppe Cerri de 1854 Trattato teórico y práctico della scherma di bastone está influenciado por los maestros de la escuela italiana de espada, Achille Marozzo y quizá Francesco Alfieri. 
El sistema francés de la canne todavía se practica como deporte de competición. Una adaptación de autodefensa de La canne desarrollada por el maestro de armas suizo Pierre Vigny a principios de 1900 ha sido revivida como parte del plan de estudios de bartitsu.
En Estados Unidos durante los primeros años de 1900, el esgrimista y especialista en autodefensa AC Cunningham desarrolló un sistema único de lucha con bastones mediante un bastón o un paraguas, que registró en su libro The Cane as en Weapon .
Singlestick se desarrolló como un método de entrenamiento en el uso de espadas posteriores como el sable de caballería y el cortador naval . Fue un pasatiempo popular en Reino Unido desde el siglo XVIII hasta principios del XX, y fue un evento de esgrima en los Juegos Olímpicos de verano de 1904 . Aunque el interés por el arte disminuyó, varios entrenadores de esgrima siguieron entrenando con el palo y las competiciones de este estilo de lucha con palos fueron reintroducidas en la Royal Navy en la década de 1980 por el comandante Locker Madden. El arte sigue ganando un pequeño número de seguidores entre la comunidad de artes marciales en Reino Unido, Australia, Canadá y Estados Unidos. 
América Latina también tiene su parte de artes marciales dedicadas a la lucha con bastones, como el juego del garrote de Venezuela, el palo do Brasil y Maculelê de Brasil, la calinda de Trinidad y Tobago y el Eskrima Kombat de los sudamericanos .
Los bastones (de varios tamaños) son armas habituales en las artes marciales asiáticas, en las que varían en diseño, tamaño, peso, materiales y metodología, y a menudo se utilizan de forma intercambiable y junto con técnicas de mano abierta. Por ejemplo, la eskrima o el arnis de Filipinas utilizan palos hechos tradicionalmente a partir de mimbre o de árbol de mantequilla y se pueden llevar solos o en pareja.

## Variantes
En las artes marciales históricas de Europa, la lucha con armas de astí se enseñaba utilizando el medio palo. La lucha con bastones también se practicó hasta principios del siglo XX. Century a menudo enseñaba a prepararse para manejar armas de hoja y para el entrenamiento físico. Los palos se utilizan como armas en numerosos estilos de artes marciales chinas . Las técnicas de palo de Shaolin Kung Fu y Wing Chun son especialmente conocidas. El kendo japonés de lucha con espadas a menudo se conoce erróneamente como lucha de bastones porque los shinais que se utilizan para la práctica están hechos de bambú.
- Arnis-Kali-Eskrima / Escrima, arte marcial filipino
- Bartitsu Técnica inglesa de defensa personal con bastón
- Bataireacht, arte marcial irlandés
- Bâton français estilo francés de lucha con palos
- Bonafort, método de pelea con bastón que usaban los Dandis del Río de la Plata como defensa en un duelo criollo.
- Bōjutsu, arte marcial japonés de palo largo
- Canne (artes marciales), lucha francesa con palos
- Grabong, lucha con palos del sudeste asiático[3]
- Jōdō, arte marcial japonés de palo corto
- Tānjō, arte marcial japonés con un palo corto de unos 90 cm (normalmente también un bastón)
- Donga lucha de los surma etíopes
- Jogo do pau, arte marcial portugués
- Juego del Palo, arte marcial canario
- Bastone Genovese, una forma de lucha con palos italiana originaria de Génova.[4]
- Maculelê, danza marcial brasileña
- Pahuyuth, arte marcial del sudeste asiático[5]
- Silambam Nillaikalakki, arte marcial hindú
- Taiaha, el arma tradicional de madera de los maoríes de Nueva Zelanda, en parte con una punta de lanza (de madera) y un extremo a guisa de maza gruesa.
- Los palos se utilizan como armas en numerosos estilos de artes marciales chinas . Las técnicas de palo de Shaolin Kung Fu y Wing Chun son particularmente conocidas.
- En las artes marciales históricas de Europa, la lucha con armas de asta se enseñaba utilizando la media asta. La lucha con palos también se practicó hasta bien entrado el siglo XX. Century a menudo enseñaba a prepararse para el manejo de armas blancas y con fines de entrenamiento físico.

### Otras
- Silambam Nillaikalakki, arte marcial indio[5]
- Bastone Genovese, una forma de lucha de bastones italiana originaria de Génova.[4]
- Maculelê, danza marcial brasileña

- Juego de paz, arte marcial portugués

- Juego del Palo, arte marcial canario

- Makila, lucha de bastón vasca

- Paliestra , lucha de palos Asturiana

- Tānjō, arte marcial japonés con un bastón corto de unos 90 cm (normalmente también un bastón)

- Lucha de Donga de la Surma etíope

- Grabong, lucha de bastones del sudeste asiático

- Jōdō, arte marcial japonés de palo corto

- Bōjutsu, arte marcial japonés de palo largo

- Canne (artes marciales), lucha francesa de bastones

- Arnis-Kali-Eskrima / Escrima, arte marcial filipino
- Bartitsu Técnica de autodefensa inglesa con bastón
- Bataireacht, arte marcial irlandés
- Bâton français estilo francés de lucha con bastones